# Miaoli (län)

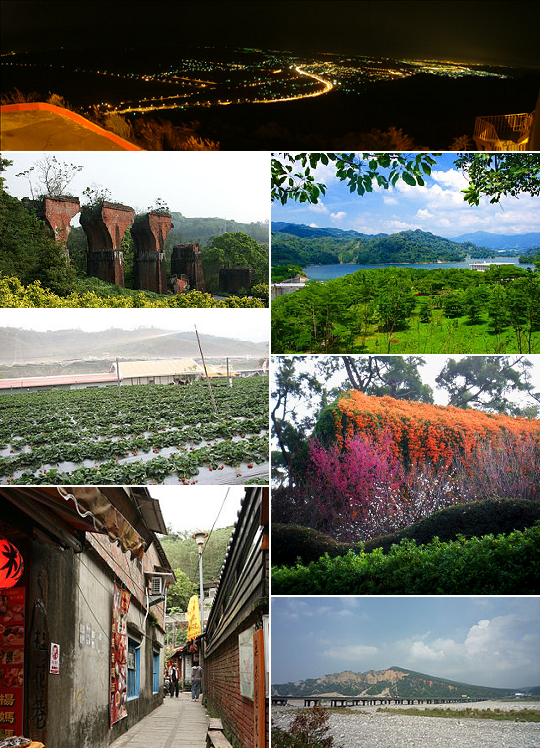
Vyer från distriktet.

Distriktet Miaoli (pinyin: Miáolì Xiàn) är ett av önationen Taiwans 22 administrativa områden.

## Geografi
Distriktet ligger i landets nordvästra del och gränsar söder- och österut mot Taichung, norrut mot Hsinchu län och Hsinchu stad och västerut mot Taiwansundet.
Distriktet har en yta på cirka 1 820 km². Befolkningen uppgår till cirka 565 500 invånare. Befolkningstätheten är cirka 311 invånare / km².
Inom distriktet finns nationalparken Shei-Pa National Park (Xuěbà Guójiā Gōngyuán) och vattenmagasinet Yongheshan Reservoiren (Yǒnghéshān Shuǐkù).
Utanför kusten ligger vindkraftsparken Formosa 1.

## Förvaltning
Distriktet är underdelad i 2 stadsområden (shì) och 16 orter (5 jhèng och 11 siang).
Distriktet förvaltas av ett länsråd ("Miáolì Xiàn Yìhuì" / Hsinchu County Council) under ledning av en guvernör ("Xiàn Cháng" / magistrate).
Distriktets ISO 3166-2-kod är "TW-MIA". Huvudorten är Miaoli i den västra delen.